# 女学生の友

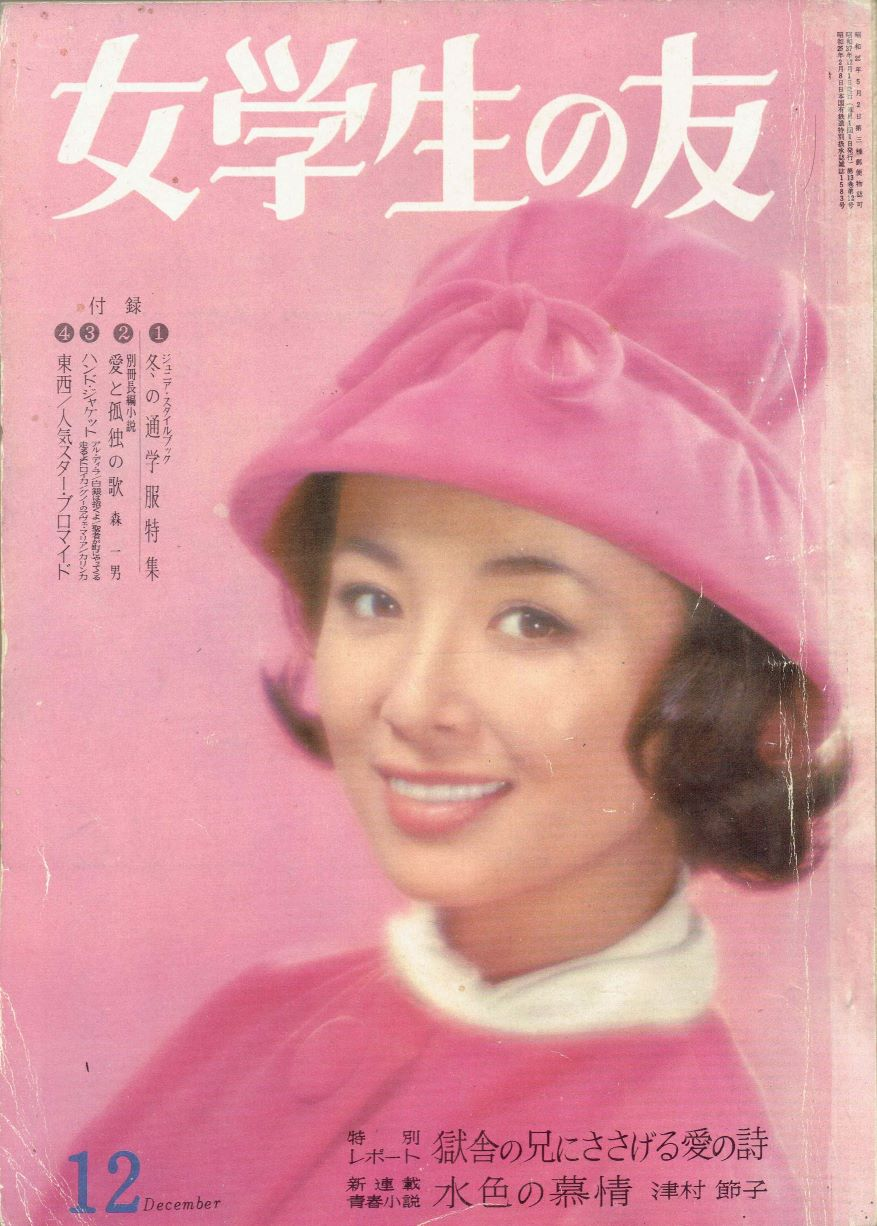
1962年12月号表紙

『女学生の友』（じょがくせいのとも）は、かつて存在した日本の少女向けの月刊雑誌である。小学館が編集・発行した。1950年4月号から、1975年1月号より『Jotomo』と改称されつつ、1977年12月最終号まで刊行された。 後継誌は隔週刊行の『プチセブン』。 本誌のほかに、季刊『別冊女学生の友』（のちに『ジュニア文芸』と改称、月刊化）、季刊『デラックス女学生の友』という別冊シリーズも派生した。

## 略歴
- 1950年（昭和25年）、少女向け総合月刊誌として創刊。
- 1966年（昭和41年）、少女向けのジュニア小説誌『別冊女学生の友』が創刊（春の号、季刊）。
- 1967年（昭和42年）、『別冊女学生の友』の誌名が『ジュニア文芸』に変更、月刊化。
- 1968年（昭和43年）、季刊『デラックス女学生の友』が創刊。
- 1971年（昭和45年）、『ジュニア文芸』が8月号で休刊。
- 1973年（昭和48年）、別冊付録の小冊子が『プチプチ』と命名される。それまでは『JOTOMO FASHION BOOK』と表記されていた。
- 1975年（昭和50年）、1月号より誌名が『Jotomo』（通称であった「女友」のアルファベット表記）に。
- 1977年（昭和52年）、12月号で休刊。 翌1978年1月より、後継誌として『プチセブン』（隔週刊誌）が新創刊され、2002年に休刊となるまで続いた。プチセブンの後継誌はPretty Style(PS）であったが、こちらも2011年12月号（同年11月1日発売）を最後に休/廃刊している。

## 概要
『女学生の友』は、1950年（昭和25年）に少女向け総合雑誌として創刊された。対象となる年齢層は中学生・高校生の少女として、小学生までをターゲットとした小学館の学年別学習雑誌からの移行を企図して刊行された。
創刊当初の掲載内容は、吉屋信子の少女小説、村岡花子の翻訳小説などの読物に、少女漫画、学習ページなどを加えたものであった。この頃、編集部で才能を発揮していたのは後に歴史小説家として名を馳せた永井路子であった。1960年代から、表紙を若手女優やモデルの写真が飾り、別冊付録として藤田ミラノの抒情画を表紙とした少女小説・ジュニア小説の小冊子が付いた。1966年（昭和41年）、別冊としてジュニア小説誌が創刊されると、誌面はファッション、芸能、少女漫画を中心とするようになった。別冊付録はファッション情報を掲載した小冊子で、1973年（昭和48年）からは『プチプチ』と称し人気を呼んだ。
1975年（昭和50年）に誌名を『Jotomo』に変更しリニューアルを図るが、週刊誌ブームに押され1977年（昭和52年）12月をもって休刊。 前述のとおり後継誌２誌も既に休刊している。

## 執筆陣

### 少女小説
吉屋信子、村岡花子、佐伯千秋

### 少女漫画・イラスト
上田トシコ、内藤ルネ、エムナマエ、あすなひろし、わたなべまさこ、藤子不二雄（『オバケのQ太郎』番外編『オバケのP子日記』、1966年）

### 連載された漫画
- テキサスマリー/早見利一/1954年1月号－1955年3月号
- 人魚トトの冒険/松下井知夫/1954年1月号－1954年12月号
- とりちゃんの捕物ブック/宮坂栄一/1954年4月号－1954年12月号
- ノン子とチヨ子/南義郎/1954年9月号－1956年3月号
- たんぽぽ姫旅日記/紅エリ子作/石川英助画/1955年1月号－1955年12月号
- お天気てんちゃん/松沢のぼる/1955年1月号－1955年3月号
- チャチャ子の日記/太田じろう/1955年4月号－1956年3月号
- 百合子/入江しげる/1955年8月号－1956年8月号
- ポポンのポッコ/亀井三恵子/1955年5月号－1955年12月号
- はと笛物語/高野よしてる/1956年1月号－1957年3月号
- 母をよぶ歌/松沢のぼる/1956年4月号－1957年6月号
- オセンチ詩集/わちさんぺい/1956年4月号－1956年9月号
- 虹のかなたに/入江しげる/1956年9月号－1957年8月号
- おとめ舞曲/山田つねお/1957年4月号－1958年3月号
- おかっぱさん/清水崑/1957年8月号－1958年3月号
- おテンばあさん/亀井三恵子/1957年9月号－1958年3月号
- ともっぺもとっぺ/南義郎/1958年4月号－1959年3月号
- 江戸っこエッちゃん/入江しげる/1958年4月号－1958年12月号
- 夕やけの丘/山内竜臣/1958年1月号－1958年12月号
- 末っ子トッ子/石山ひろし/1958年4月号－1959年3月号
- 銀色のネックレス/わちさんぺい/1958年10月号－1958年12月号
- 黄金の騎士/松本あきら/1959年1月号－1959年3月号
- 七色のパレット/高橋真琴/1959年2月号－1959年6月号
- マコタン/南田はると/1959年4月号－1959年8月号
- すずらんの道/山内竜臣/1959年4月号－1959年12月号
- 白球に涙す/芳谷圭児/1959年8月号－1959年12月号
- 親愛なるヨッチン/南義郎/1959年11月号－1961年10月号
- みんなのトモ子/金子泰三/1960年1月号－1960年3月号
- 今日子の手帳/石山ひろし/1960年2月号－1960年7月号
- 乙女ちゃん/桜井勇/1960年9月号－1960年12月号
- リトル･レデイ/南義郎/1962年1月号－1963年2月号
- 悲しいとき　うれしいとき/スズキ大和1962年6月号－1962年12月号
- ベビーコンビ/南義郎/1963年4月号－1965年3月号
- ザ・おチャッピーズ/小泉フサコ/1963年4月号－1963年9月号
- リトルフレンド/南義郎/1965年4月号－1966年8月号

### 新人短編小説賞
のちにマンガ『キャンディ・キャンディ』の原作者・水木杏子として知られる名木田恵子（1966年受賞）らを輩出した。

## 表紙を飾った女優・モデル
『女学生の友』のモデルから、柏木由紀子、榊原ルミ、早瀬久美、森川千恵子、桐生かほる、山田はるみ、ルーシー・ケントなど数多くが芸能界デビューを果たしている。表紙を飾った女優、モデルは、以下の通りである。

### 1965年
1月号：吉永小百合/
2月号：姿美千子/
3月号：和泉雅子/
4月号：本間千代子/
5月号：（不明）/
6月号：いしだあゆみ/
7月号：西尾三枝子/
8月号：高田美和/
9月号：吉永小百合/
10月号：九重佑三子/
11月号：姿美千子/
12月号：和泉雅子/

### 1966年
1月号：吉永小百合/
2月号：柏木由紀子/
3月号：山本リンダ/
4月号：いしだあゆみ/
5月号：浅野順子/
6月号：ジュディ・オング/
7月号：九重佑三子/
8月号：恵ともこ/
9月号：和泉雅子/
10月号：内藤陽子/
11月号：松原智恵子/
12月号：吉永小百合/

### 1967年
1月号：柏木由紀子/
2月号：酒井和歌子、早瀬久美/
3月号：浅野順子/
4月号：和泉雅子/
5月号：恵ともこ/
6月号：内藤陽子/
7月号：由美かおる/
8月号：橘和子/
9月号：酒井和歌子/
10月号：榊原ルミ/
11月号：早瀬久美/
12月号：恵ともこ/

### 1968年
1月号：和泉雅子/
2月号：浅野順子/
3月号：松原智恵子/
4月号：酒井和歌子/
5月号：保倉幸恵/
6月号：榊原ルミ/
7月号：ジュディ・オング/
8月号：小林幸子/
9月号：島啓子/
10月号：内藤洋子/
11月号：奈美悦子/
12月号：早瀬久美/

### 1969年
1月号：酒井和歌子/
2月号：保倉幸恵/
3月号：榊原ルミ/
4月号：寺尾真知子/
5月号：久美かおり/
6月号：ピンキー、ジミー・オズモンド/
7月号：島桂子/
8月号：聖ミカ/
9月号：ジュディ・オング/
10月号：酒井和歌子/
11月号：保倉幸恵/
12月号：森川千恵子/

### 1970年
1月号：吉沢京子/
2月号：岡田可愛/
3月号：内藤陽子/
4月号：酒井和歌子/
5月号：山田はるみ/
6月号：岡崎友紀/
7月号：遠藤三重子/
8月号：アンナ結城/
9月号：松原麻里/
10月号：（不明）/
11月号：田島佳代子（現：麻丘めぐみ）/
12月号：谷牧子/

## 別冊誌

### 別冊女学生の友・ジュニア文芸
1966年（昭和41年）4月、『女学生の友』の別冊として、ジュニア小説誌・季刊『別冊女学生の友』（べっさつじょがくせいのとも）が創刊された。1967年（昭和42年）4月、誌名が『ジュニア文芸』（ジュニアぶんげい）に変更されると同時に、季刊から月刊となる。1971年（昭和46年）8月号まで刊行されて休刊した。
『ジュニア文芸』では、木村仁（木村光久）が、三浦綾子の小説『氷点』（1969年 - 1970年連載）、若杉慧の小説『エデンの海』（1970年）を劇画化、連載した。
当時の少女向けジュニア小説誌としては、集英社の『小説ジュニア』（のちの隔月刊誌『Cobalt』）が挙げられる。

### デラックス女学生の友
1969年（昭和44年）、『女学生の友』の別冊として、季刊『デラックス女学生の友』が創刊された。内容はファッションに特化している。休刊時期は不明。